# 大形太郎
大形 太郎（おおがた たろう、1912年（大正元年）11月 - 1948年（昭和23年）11月16日）は日本の政治活動家、経済学者。

## 略歴
1912年（大正元年）11月に三重県鵜方村に生まれる。立命館大学予科をへて、1938年（昭和13年）に法政大学経済学部を卒業する。同年、都新聞に入社し、1942年（昭和17年）に退社、法政大学大学院に入り広域経済理論を専攻する。法政大学助手、東急電鉄調査課などで勤務し、応召され日本海軍に入隊する。
戦後、日本共産党に入党し、「アカハタ」編集部員、茨城県地区責任者、地方委員、党本部出版部書籍編集委員などを務める。
1948年（昭和23年）11月16日、国鉄池袋駅貨物列車引き込み路線上で轢死体で発見された。なお、事件の真相は不明のままである。

## 著書
- 『高砂族』（育生社弘道閣、1942）
- 『南方経済論』（高山書院、1942）
- 『南洋華僑と経済』（聖紀書房、1942）
- 『南方圏経済論』（東都書籍、1943）
- 『大東亜の経済建設』（育生社弘道閣、1943）
- 『マルクス主義貨幣論』（岩崎書店、1948）
- 『マルクス主義経済学入門』（浅間書房、1948）
- 『貨幣・紙幣・インフレーション』（浅間書房、1948）
- 『マルクス主義恐慌理論』（岩崎書店、1949）

## 翻訳
- 『法曹社会主義批判』 エンゲルス 著（解放社、1946）
- 『ドイツ農民戦争』 エンゲルス 著（解放社、1946）
- 『カール・マルクス小伝』 エンゲルス 著（解放社、1946）